# 納忠
納忠（1909年—2008年），字子嘉，男，回族，雲南通海人，中國伊斯兰教学者，在學術上曾編撰及翻譯多部有關阿拉伯文化的書籍，推動了中阿文化交流及友好。此外，他曾擔任全國政協委員及中國伊斯蘭教協會的常委、顧問等職務。

## 生平
納忠生於雲南通海縣納家營一個傳統的回族穆斯林家庭，是元代忽必烈派駐雲南任平章政事的賽典赤·烏馬爾·贍思丁的後裔。到納忠的祖父一代，已是普通的農民，並且仍篤信伊斯蘭教。
青年時代，納忠在求學上已有突出的表現。他在1929年畢業於昆明明德中學（昆明高等中阿雙語學校），並且是第一位以公費留學埃及艾資哈爾大學的中國回族學生。他在艾資哈爾大學取得最高傳統學位「學者證書」，接著考進該校的研究院，專攻阿拉伯歷史與伊斯蘭文化。
1940年納忠學成歸國後，歷任昆明明德中學教務主任、代校長，並任《清真鐸報》主編、國立中央大學（南京大學）、雲南大學、外交學院、北京外國語大學教授、系主任。
納忠除了在教育界作育英才外，還投身社會，參與多種工作。他曾任六屆全國政協委員、中國伊斯蘭教協會常委及顧問、中國非洲史研究會會長及名譽會長等等。
2008年1月24日13時25分（中午）納忠因病醫治無效去世，享年99歲。他的葬禮，在1月26日8時30分（上午）於北京牛街中國伊斯蘭教協會禮堂舉行。

## 學術成就

### 著作及譯作
納忠至晚年仍勤於鑽研筆耕，因此留下專著和譯著甚豐，有二十多部，發表論文亦有二百餘篇。其中一部份如下：
- 著作
  - 《阿拉伯通史》
  - 《傳承與交融：阿拉伯文化》（與朱凱、史希同合著）
- 譯作
  - 《五功與倫理》（納忠編譯）
  - 《阿拉伯-伊斯蘭文化史》（埃及學者艾哈邁德·愛敏〔Aḥmad Amīn〕原著，納忠譯出部份內容）
  - 《黎明時期回敎學術思想史》（Amin Ahmed原著）

### 殊榮
納忠曾榮獲不少殊榮，如中華人民共和國國務院評為第一批「對高等教育事業有突出貢獻」的專家；2001年又獲得聯合國教科文組織頒發首屆「沙迦阿拉伯文化貢獻獎」的殊榮。